# Gratiot County
Gratiot County är ett administrativt område i delstaten Michigan, USA. År 2010 hade county 42 476 invånare. Den administrativa huvudorten (county seat) är Ithaca.

## Geografi
Enligt United States Census Bureau har countyt en total area på 1 481 km². 1 478 km² av den arean är land och 3 km² är vatten.

### Angränsande countyn
- Midland County - nordost
- Isabella County - nordväst
- Saginaw County - öst
- Montcalm County - väst
- Shiawassee County - sydost
- Clinton County - syd
- Ionia County - sydväst

### Orter
- Alma
- Ashley
- Breckenridge
- Ithaca (huvudort)
- Perrinton
- St. Louis